# Юзефув (гміна Відава)
Юзефув (пол. Józefów) — село в Польщі, у гміні Відава Ласького повіту Лодзинського воєводства.
Населення — 95 осіб (2011).
У 1975-1998 роках село належало до Серадзького воєводства.

## Демографія
Демографічна структура станом на 31 березня 2011 року:
|          | Загалом | Допрацездатний вік | Працездатний вік | Постпрацездатний вік |
| -------- | ------- | ------------------ | ---------------- | -------------------- |
| Чоловіки | 47      | 15                 | 22               | 10                   |
| Жінки    | 48      | 11                 | 18               | 19                   |
| Разом    | 95      | 26                 | 40               | 29                   |